# 渡瀬澪
渡瀬 澪（わたせ みお、1984年1月19日 - ）は、日本のAV女優。

## 人物
- 趣味はスポーツジムで運動。特技はピアノ。
- 「小野茜」「小野あかね」名義でも作品を出している。小野茜というAV女優とは別人。

## 出演作品
不明
- フェロモン絶頂 #002 新婚OL 渡瀬みお（YSO）渡瀬みお名義

2003年
- ミスキャプテン 5 想い出キラリ☆（3月15日 ニューネクスト）他出演:瀬名優心、瀬戸沙里奈、水沢風花、坂本雪音
- 女が独りでヌク時。14（4月25日、U&K）VHS
- 夜の恥療院（4月26日 シーツーコーポレーション）他出演:小泉ゆり、椎名ひとみ、雨宮あいり、仲真リカ
- 真 乳王 Gの女 VOL.1（5月9日、U&K）
- 巨乳でまたがってしてあげる（5月29日 TMA）他出演:沙里奈ユイ、山口玲子、上村志保、上村春奈、桜井アヤ、友崎亜希、市井真咲、中根れい、朝倉なほ、小山あゆみ
- 懺悔学院 渡瀬澪 唐沢路望（6月6日、メディアアーツ）共演:唐沢路望
- 絶頂!!卒業旅行（6月18日 シャイ企画）共演:唐沢路望 VHS
- 女が独りでヌク時。 第14巻（6月19日、U&K）
- 保健室 校内逃避行回想録（7月3日、ドリームチケット）他出演:西村あみ、酒井るんな
- デカパイ5人娘454cm（7月18日 LEO）他出演:池田こずえ、春野さくら、藤本瞳、美月蓮
- 素人ビキニ巨乳03（7月25日 プラチナソフト）他出演:安井明日香、林杏那、高田礼子
- THE 巨乳家庭教師3（8月7日 ドリームチケット）他出演:渡瀬晶、酒井るんな、望月リサ
- 制服巨乳っ娘 2（8月29日 プラチナソフト）他出演:白井桃、仲間空美、秋奈もも
- HIGH SCHOOL FUCK（11月8日 アイデアポケット）他出演:森咲小雪、坂口まりあ、めろん
- 故里娘の下半身（11月16日 メディアステーション）他出演:田村麻衣、松沢はな、吉川美由
- 巨乳女狩り 13（11月28日 クリスタル映像）他出演:山咲あかり、春日美音、中原綾、岸川ひろみ、大垣美梨
- 新婚妻は裸にエプロン 2（12月4日 クリスタル映像）他出演:風間ゆみ、松下美代、泉優、高倉梨奈 VHS

2004年
- ジ・コ・マ・ン・3 ノーパンラブジュースダラリ（1月15日 LEO）他11名出演
- 女子校生征服白書（2月13日 ハヤブサ）他出演:泉京華、落合広美、麻生千尋、梅宮かおる、持田みく、唐沢路望
- お姉さんのオナニー（8月15日 メディアステーション）他出演:加山由衣、田村麻衣、三上翔子、青山遥、上条えりか、松沢はな、蘭望実、はらだはるな、名波由佳、吉川美由
- 巨乳奉仕 すべてのオッパイ好きに捧ぐ（11月15日 MOODYZ）他出演:大沢莉央、萩原めぐ

2005年
- 裸・萌絵夢（7月13日 グローリークエスト）あかね名義
- THE 巨乳エステシャン2（7月10日 ドリームチケット）小野茜名義、他出演:里美りん、青木美和
- 放課後・ブルマ 2 [おとなの予習]（9月10日 ドリームチケット）小野茜名義、他出演:君嶋もえ、さくら葵

2007年
- 集まれ! 巨乳っ娘（2月25日 TMクリエイト）小野あかね名義、他出演:小向杏奈、葉月レオン、後藤まどか、薫まい、藤本瞳、鈴木琳茄、結城明日香、沖野真弓

総集編
- 制服巨乳っ娘Final･･･卒業（2004年3月26日 プラチナソフト）他9名出演
- 女体番付カウントダウン10（2005年4月17日 メディアステーション）他9名出演
- 乳王 巨乳パラダイス&Gの女 BEST of BEST 第1巻（2007年4月5日、U&K）他出演:綾波涼、望月ねね、鈴木志帆、あだち郁美、二岡ちなみ、砂倉彩、市川亜紀、琴野まゆ、松田瞳、雪那美礼、松本ミナミ、山口玲子、大野香代子、桜樹未来、林杏那、藤乃弥生、春野琴
- THE 巨乳エステシャン×THE 4時間（2007年9月15日 ドリームチケット）茜名義、他9名出演